# 安科區 (拉馬爾省)
13°06′51″S 73°43′53″W / 13.1143°S 73.7313°W
安科區（西班牙語：Distrito de Anco），是秘魯的一個區，位於該國中南部阿亞庫喬大區的拉馬爾省，面積1,098.2平方公里，海拔高度3,215米，2005年人口14,551，人口密度每平方公里13人。